# Palazzo Venier dei Leoni

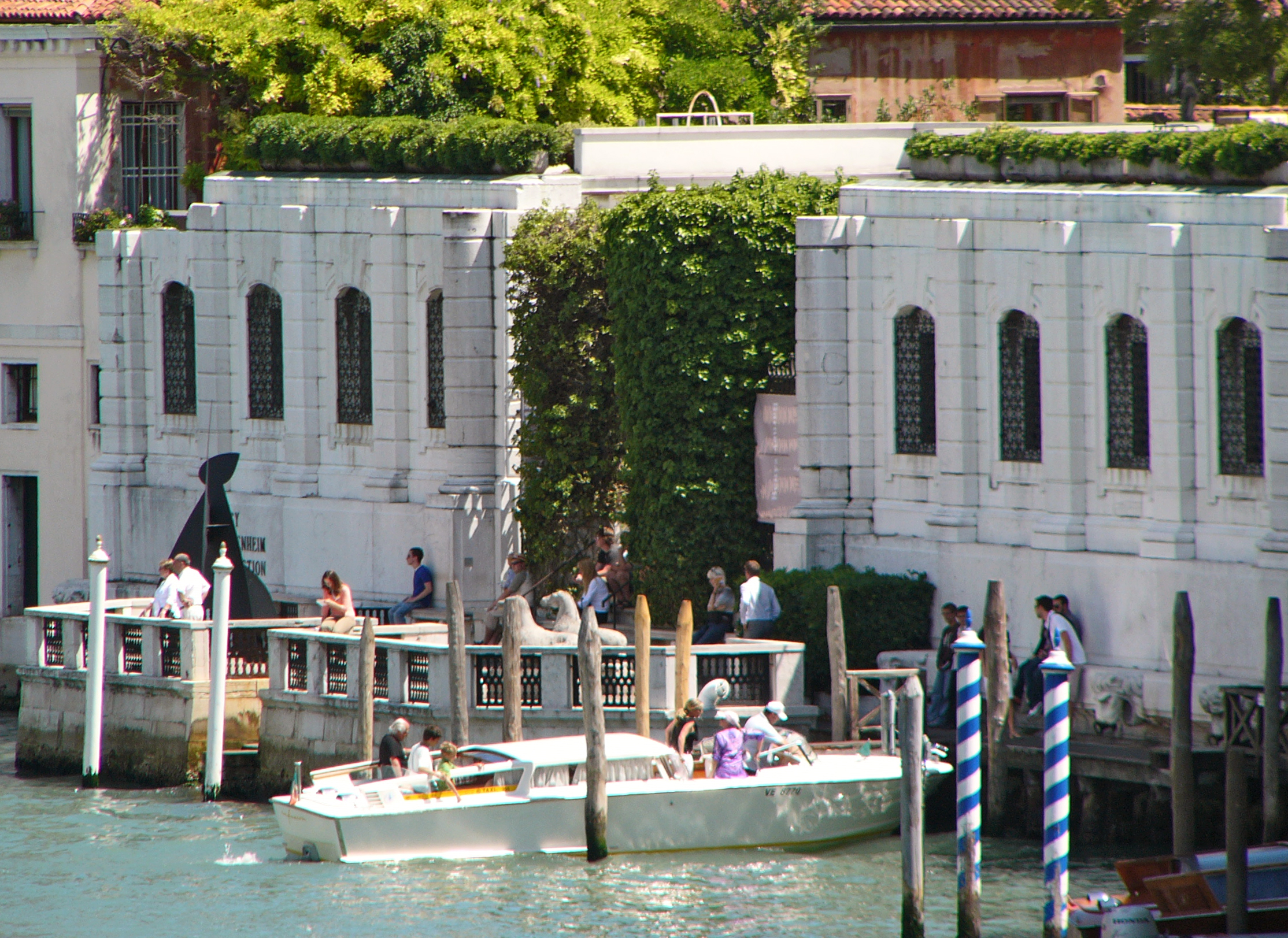
Palazzo Venier dei Leoni, vom Canal Grande aus gesehen

Der Palazzo Venier dei Leoni in Venedig wurde in der zweiten Hälfte des 18. Jahrhunderts gebaut, aber nie vollendet. Er liegt am Canal Grande im Sestiere Dorsoduro in der Nähe der Kirche Santa Maria della Salute und beherbergt heute die Peggy Guggenheim Collection.

## Geschichte

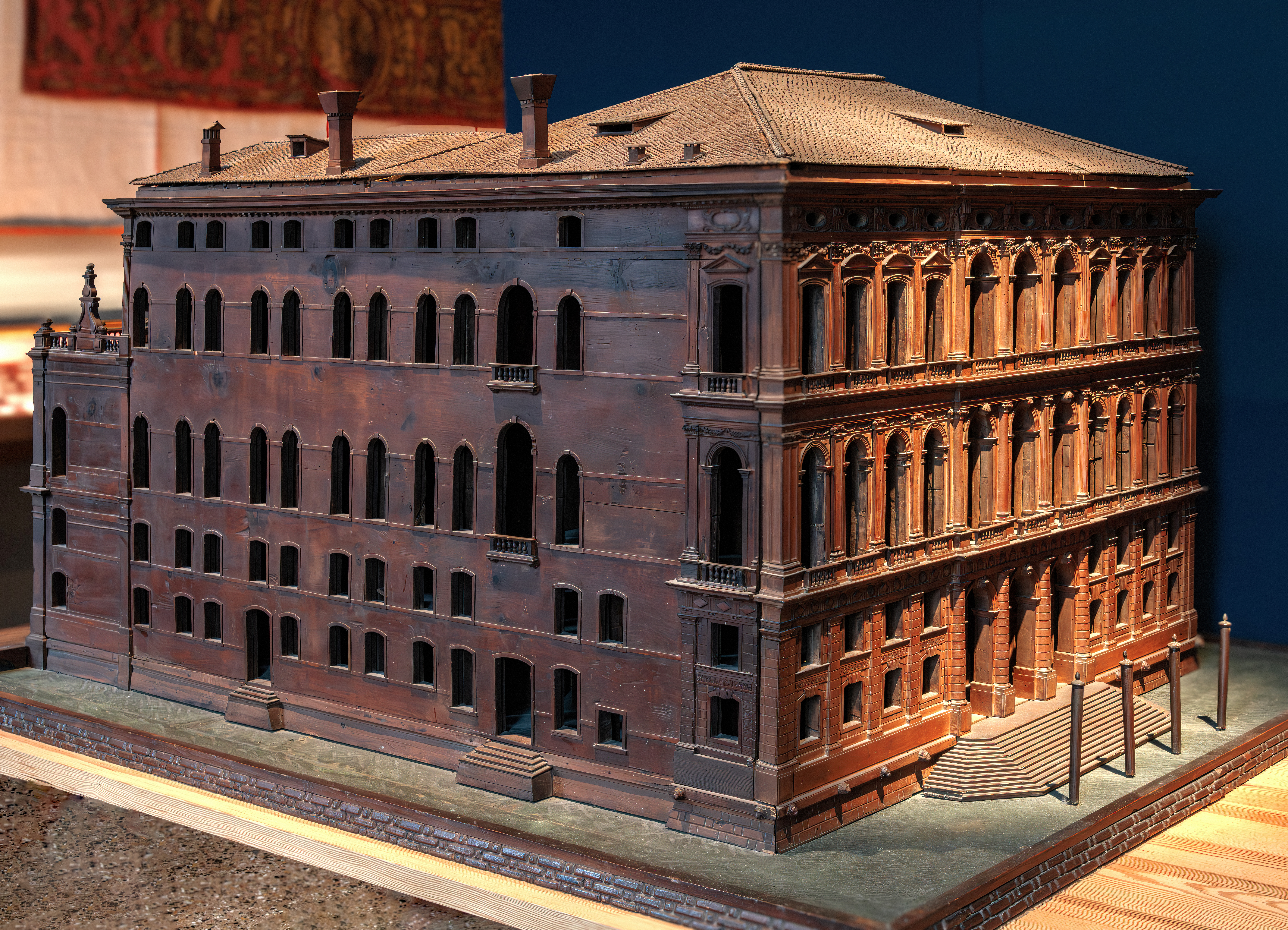
Modell, das einen Eindruck von dem ursprünglich geplanten Palast geben sollte

Der Bau wurde von Lorenzo Boschetti, dem Architekten der Kirche San Barnaba, geplant im Auftrag der venezianischen Familie Venier, die im 15. und 16. Jahrhundert Dogen der Stadt gestellt hatte. Der Plan umfasste die gestalterischen Ideen, mit denen vor allem Andrea Palladio im 16. Jahrhundert und Baldassare Longhena im Barock das Stadtbild geprägt hatten. Das Bauvorhaben erwies sich als zu ehrgeizig für die finanziellen Mittel der Familie, so dass der Bau nach der Errichtung eines ersten Stockwerks abgebrochen wurde. Er zeigt in seiner Anlage zwei Vorlieben der Stadtentwicklung Venedigs im 18. Jahrhundert: den Gebäudetypus des Theaters und die Einrichtung eines Gartens.
Ein Modell des Palazzo befindet sich im Museo Correr. Neuere Studien von überlieferten Aufrisszeichnungen ergaben, dass die Fertigstellung nicht dem geplanten ersten Stockwerk entspricht, sondern nur ein Teil desselben realisiert wurde. Die Kolportage des Finanzmangels der Familie Venier wird ergänzt durch die These, dass die unmittelbare Nachbarschaft durch die umfangreiche Bautätigkeit in Mitleidenschaft gezogen und der Bau deshalb eingestellt worden sei. Der Namenszusatz „dei leoni“ wird mit den beiden steinernen Löwenfiguren an der Seite der Terrasse zum Canal Grande begründet, die darauf zurückzuführen seien, dass die Veniers in ihrem Garten einen Löwen gehalten hätten.

## Museum

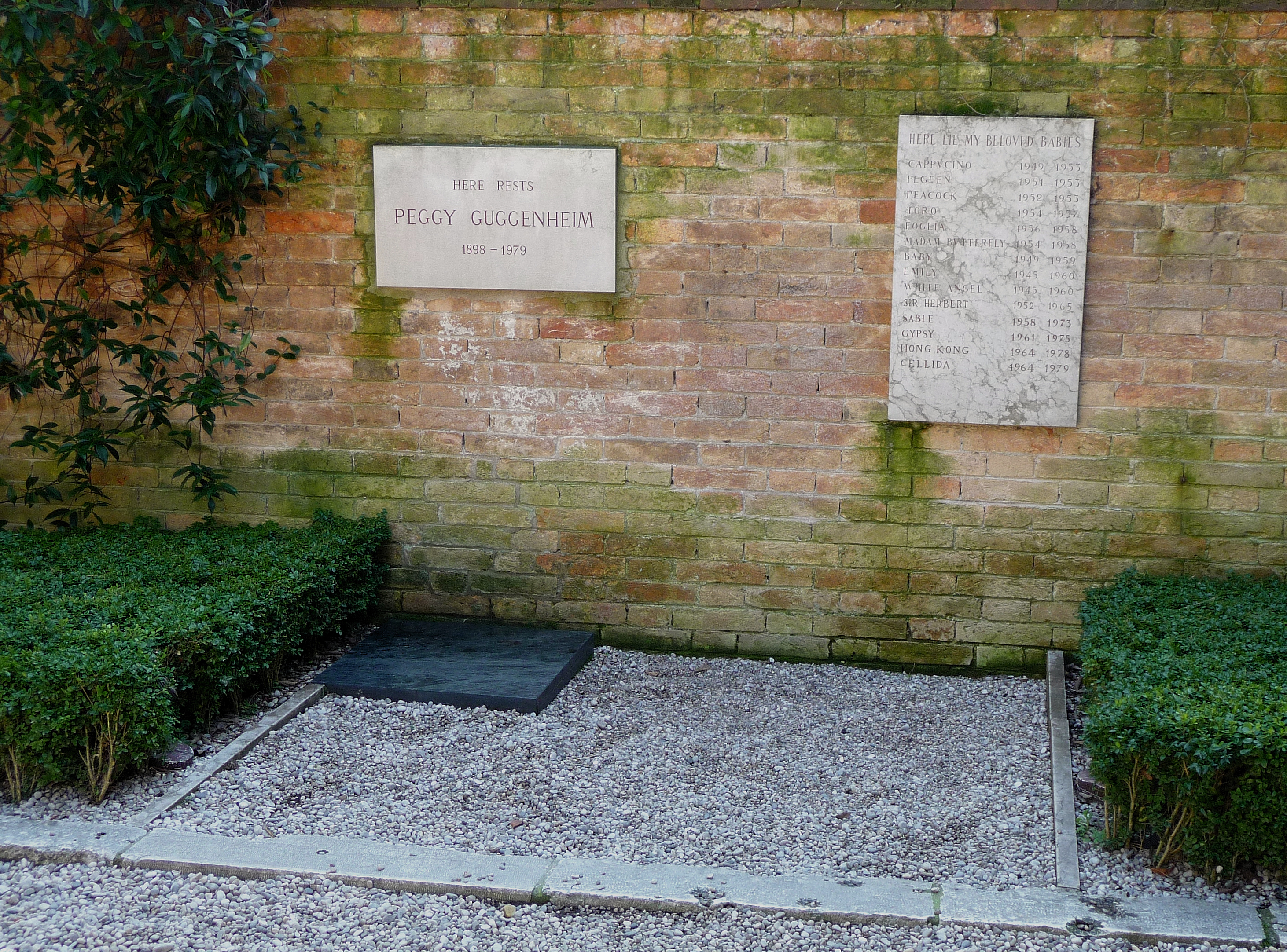
Gräber von Peggy Guggenheim und ihren Hunden im Garten

Das Gebäudefragment hatte verschiedene Eigentümer. Anfang des 20. Jahrhunderts war es im Besitz von Luisa Casati, Kunstmäzenin und langjährige Geliebte des Schriftstellers Gabriele D’Annunzio, die dort Feste feierte, das Haus aber bald wieder verkaufte. 1949 wurde der Palazzo von Peggy Guggenheim erworben, die ihre umfangreiche Kunstsammlung darin unterbrachte und bis zu ihrem Tode 1979 darin wohnte. Sammlung und Palazzo vermachte sie der Solomon R. Guggenheim Foundation, die das Gebäude 1980 als Museum für das Publikum öffnete. Im Garten befinden sich die Gräber der letzten Besitzerin und die ihrer Haustiere.